# IC 5141
IC 5141 је спирална галаксија у сазвјежђу Индијанац која се налази на листи објеката дубоког неба у Индекс каталогу.
Деклинација објекта је - 59° 29' 35" а ректасцензија 21h 53m 17,1s. Привидна величина (магнитуда) објекта IC 5141 износи 12,7 а фотографска магнитуда 13,5. Налази се на удаљености од 55,010 милиона парсека од Сунца. IC 5141 је још познат и под ознакама ESO 145-22, AM 2149-594, IRAS 21496-5943, PGC 67580.